# Alligator Peak
Alligator Peak är en bergstopp i Antarktis. Den ligger i Östantarktis. Australien gör anspråk på området. Toppen på Alligator Peak är 1 706 meter över havet. Alligator Peak ingår i Boomerang Range.
Terrängen runt Alligator Peak är huvudsakligen kuperad. Trakten är obefolkad. Det finns inga samhällen i närheten. 